# اعمال جنسی میان مردان

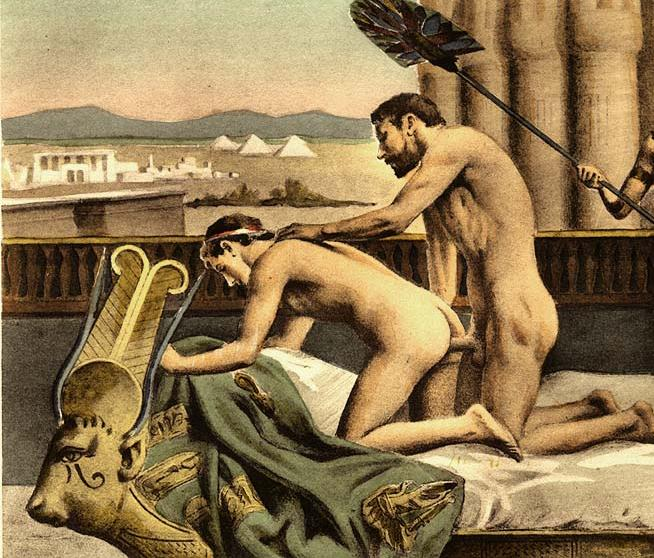
تفسیر اروتیک قرن نوزدهم از هادریان و آنتینوس توسط ادوار-آنری آوریل

اعمال جنسی میان مردان، بدون توجه به گرایش یا هویت جنسی آن‌ها، به فعالیت‌های جنسی مردانی گفته می‌شود که با مردان آمیزش می‌کنند. شواهد نشان می‌دهد که رابطه جنسی بین مردان به دلیل تعصب و همجنس‌گراستیزی که زندگی این افراد را سخت می‌کنند و سوءگیری در نظرسنجی‌ها به میزان قابل توجهی گزارش نشده‌است.

## رفتارها

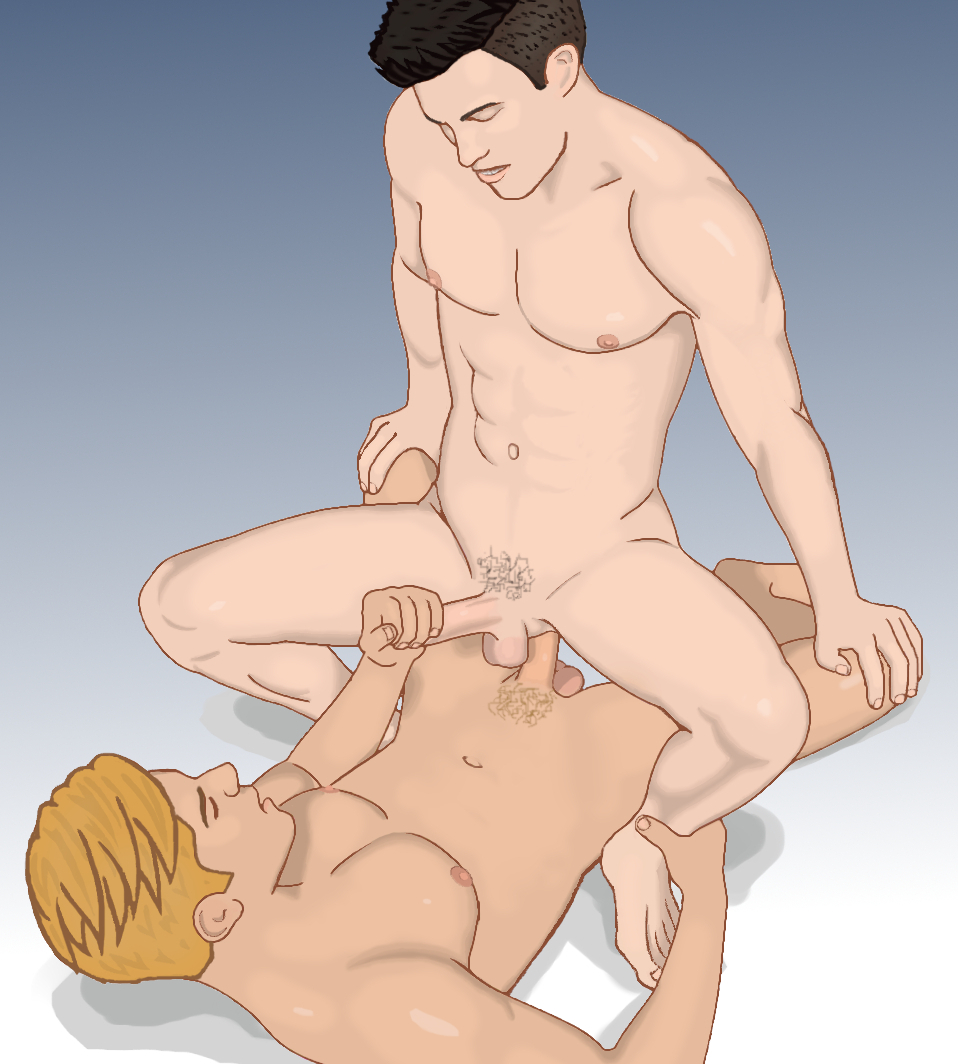
دو مرد در حال برقراری رابطه مقعدی

روش‌های آمیزش جنسی مختلفی ممکن است در طی فعالیت‌های جنسی بین مردان انجام شود.

### رابطه جنسی مقعدی

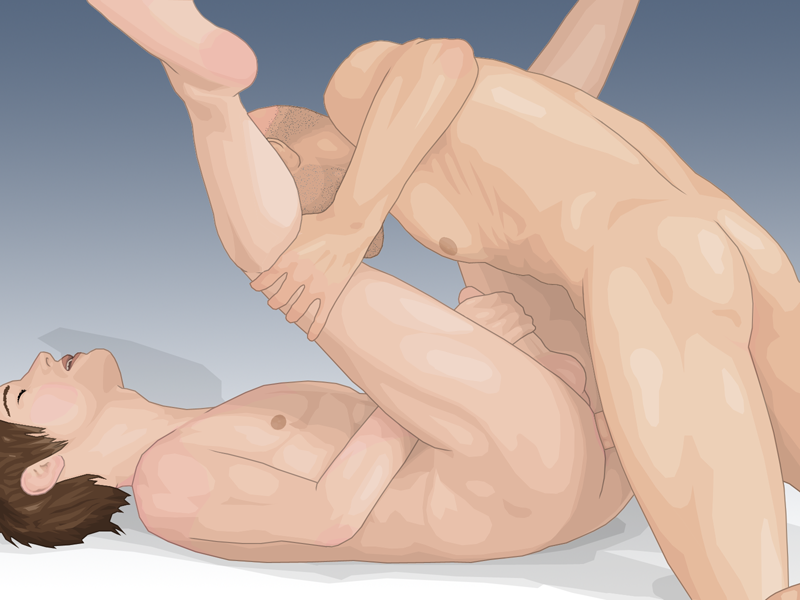
مرد فروکننده در سمت راست «فاعل (تاپ)» و مرد پذیرنده سمت چپ «مفعول (باتم)» در قرارگیری مردرو است.

از نظر تاریخی، رابطه جنسی مقعدی با مردان همجنسگرا و مردان مردآمیز در ارتباط بوده‌است. با این حال، بسیاری از مردان مردآمیز، رابطه جنسی مقعدی برقرار نمی‌کنند و ممکن است در عوض شکل‌های مختلف رابطه مانند آمیزش جنسی دهانی، آمیزش جنسی بدون دخول و کیربه‌کیرمالی را امتحان کنند. مردان مردآمیز ممکن است در اشکال مختلف از دهان هم رابطه جنسی داشته باشند؛ مانند قضیب‌لیسی، خایه‌لیسی و مقعدلیسی. ولینگز و همکاران گزارش دادند که «یکی دانستن همجنس‌گرایی با رابطه جنسی مقعدی در بین مردان و در میان متخصصان بهداشتی معمول است»؛ با این وجود، یک نظرسنجی آنلاین از ۱۸٬۰۰۰ مرد مردآمیز نشان داد که سکس دهانی از همه بیشتر انجام می‌شد و پس از آن خودارضایی متقابل و آمیزش مقعدی در جایگاه سوم قرار داشت. یک نظرسنجی در سال ۲۰۱۱ توسط مجله پزشکی جنسی نتایج مشابهی را برای مردان همجنسگرا و دوجنسگرای ایالات متحده نشان داد. بوسیدن دهان شریک زندگی (۷۴٫۵ درصد)، رابطه جنسی دهانی (۷۲٫۵ درصد) و خود ارضایی متقابل (۶۸٫۴درصد) سه رفتار متداول در رابطه جنسی بودند. ۶۳٫۲ درصد از نمونه‌ها از ۵ تا ۹ مورد از رفتارهای مختلف جنسی خود را در آخرین رابطه گزارش داده‌اند.
در میان مردانی که با مردان دیگر رابطه جنسی مقعدی دارند، به مردی که در شریک زندگی خود دخول انجام می‌دهد، فاعل (تاپ)، به شخصی که در آن دخول انجام می‌شود، مفعول (باتم) و به کسانی که از هر دو نقش لذت می‌برند، دوطرفه (ورستل یا ورس) می‌گویند. لذت، درد یا هر دو ممکن است همراه با رابطه جنسی مقعدی باشد. رابطه جنسی مقعدی می‌تواند در انتهای عصب محیطی در مقعد احساسات لذت بخشی را ایجاد کند، ارگاسم در رابطه مقعدی با تحریک غیر مستقیم پروستات حاصل می شود. مطالعه انجام شده توسط موسسه بررسی ملی سلامت جنسی و رفتار (NSSHB) نشان داد که مردانی که اظهار می‌کنند در آخرین رابطه خود نقش مفعول را داشته‌اند، حداقل به اندازه مردانی که نقش مقابل را داشته‌اند، به ارگاسم رسیده‌اند. مطالعه ای که بر روی افراد مجرد در ایالات متحده انجام شد، نشان داد که میزان ارگاسم در مردان از نظر گرایش جنسی مشابه است.
با توجه به درد یا ناخوشایند بودن رابطه جنسی مقعدی، برخی تحقیقات نشان می‌دهد که، برای ۲۴ تا ۶۱ درصد مردان همجنسگرا یا دوجنسگرا، رابطه جنسی مقعدی دردناک (معروف به آنودیسپارونیا) یک مشکل مکرر جنسی در طول زندگی است.
گزارش‌های مربوط به رواج رابطه جنسی مقعدی در میان مردان در طول زمان متفاوت بوده‌است، گاهی این آمار بیشتر از مواقع دیگر بوده است. تعداد زیادی از مردان همجنسگرا و دوجنس گرا گزارش داده‌اند که طول زندگی حداقل یک بار رابطه جنسی مقعدی داشته‌اند. مطالعات انجام شده بر روی مردان همجنسگرا نشان داده‌است که درصد مردانی که ترجیح می‌دهند فاعل باشند با مردانی که ترجیح می‌دهند مفعول باشند، مشابه است. با این حال، برخی از مردان که با مردان رابطه جنسی برقرار می‌کنند، معتقدند که نقش مفعول در هنگام رابطه جنسی مقعدی، مردانگی آنها را زیر سؤال می‌برد.

### رابطه جنسی دهانی

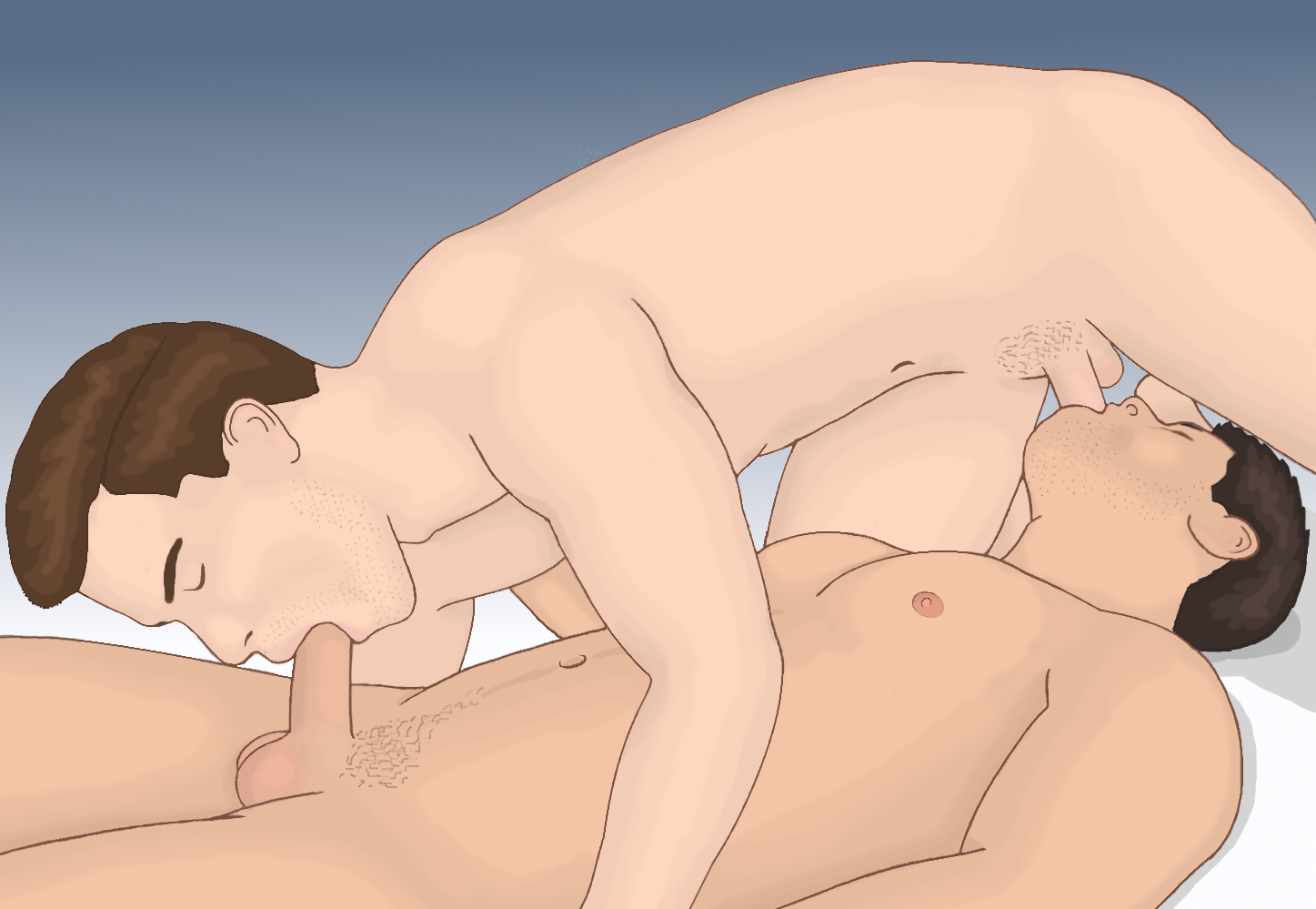
دو مرد در حالت ۶۹

مردان می توانند اشکال مختلفی از رابطه جنسی دهانی مانند قضیب‌لیسی،مقعدلیسی و خایه لیسی(مرد می تواند مکرراً کیسه بیضه خود را مانند فروکردن چای کیسه‌ای در جام در دهان شریک خود فرو ببرد و بیرون بیاورد.) را تجربه کنند.حالت ۶۹ باعث می شود که دستگاه تناسلی یا مقعد مردان به طور همزمان تحریک شود.(یک نفر می تواند مقعدلیسی را انجام دهد و نفر دیگر لیسیدن آلت تناسلی فرد دیگر را انجام دهد.)

### رابطه جنسی بدون دخول و اسباب بازی‌های جنسی

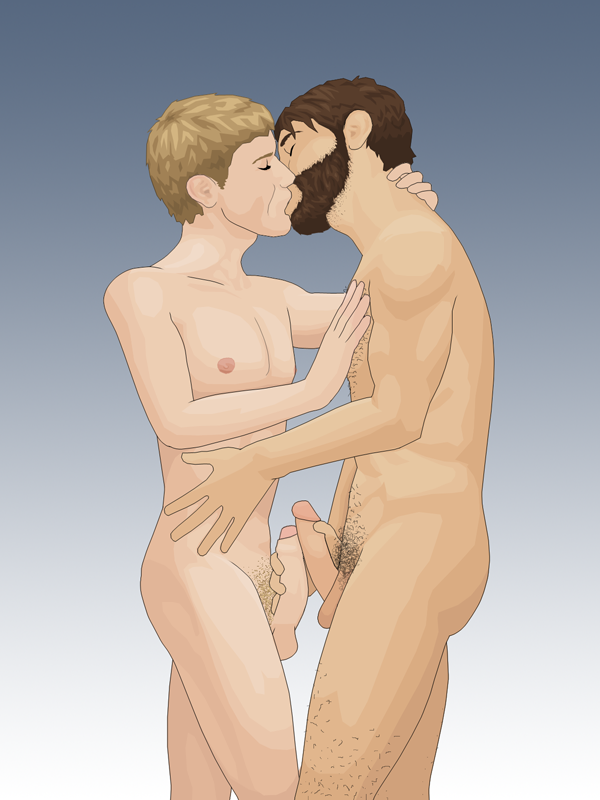
دو مرد که با مالیدن آلت تناسلی خود به هم و بوسیدن یک دیگر به لذت می‌رسند.

اعمال جنسی بدون دخول مختلفی وجود دارد، کیربه‌کیرمالی نوعی فعالیت جنسی مرد و مرد است که معمولاً شامل تماس مستقیم آلت تناسلی مرد و آلت تناسلی مرد است. کیربه‌کیرمالی می‌تواند لذت بخش باشد زیرا به‌طور متقابل و به‌طور همزمان دستگاه تناسلی هر دو شریک را تحریک می‌کند زیرا اصطکاک اثر لذت بخشی را بر بسته عصبی لگام در قسمت زیر شاخه آلت تناسلی هر مرد، درست زیر مجرای ادرار (میتوس) و سرآلت تناسلی (گلنس) می‌گذارد.
لاپایی نوع دیگری از رابطه بدون دخول است که می‌تواند بین مردان همجنسگرا انجام شود.
مردان همجنسگرا ممکن است از اسباب بازی‌های جنسی نیز استفاده کند. طبق یک نظرسنجی آنلاین از بیش از ۲۵۰۰۰ مردی که گرایش جنسی خود را همجنسگرایی یا دوجنسگرایی معرفی کرده بودند، نشان داد ۴۹٫۸٪ از لرزاننده‌ها استفاده کرده‌اند. بیشتر مردان در هنگام خودارضایی از ویبراتور استفاده کرده بودند (۸۶٫۲٪). ویبراتورها هنگام رابطه با شریک، در زمان عشق‌بازی (۶۵٫۹درصد) و مقاربت (۵۴٫۹ درصد) نیز مورد استفاده قرار گرفته بودند.

### بی‌دی‌اس‌ام
یک نظرسنجی که از سال ۲۰۰۱ تا ۲۰۰۲ در استرالیا انجام شد، نشان داد که در ۱۲ ماه قبل از نظر سنجی، ۴٫۴٪ از مردان همجنسگرا و ۱۴٫۲٪ از مردان دوجنسیتی در فعالیتهای جنسی مربوط به بی‌دی‌اس‌ام شرکت داشته‌اند. و ۱۹٫۲٪ از مردان همجنسگرا و ۳۶٫۴٪ مردان دوجنسگرا از اسباب بازی‌های جنسی استفاده کرده‌اند. یک نظرسنجی مبتنی بر پرسشنامه در مورد رفتار جنسی دانشجویان آمریکایی که در سال ۱۹۹۷ منتشر شد، نشان داد که ۲۴٪ از مردان همجنسگرا و دوجنسگرا تجربه اسپنک به عنوان یک عمل جنسی را دارند. در میان دانشجویان پزشکی در آمریکای شمالی، ۶٪ از مردان همجنسگرا و ۱۷٪ از مردان دوجنسگرا گزارش کرده‌اند که به دلیل لذت جنسی، دردی دریافت کرده‌اند و ۵٪ از مردان همجنسگرا و ۹٪ از مردان دوجنسگرا، تحمیل درد برای لذت را گزارش کرده‌اند.

## تاثیر بر سلامتی
انواع بیماری‌های آمیزشی (STI) می‌تواند ناشی از فعالیت جنسی محافظت نشده باشد. یک مطالعه در سال ۲۰۰۷ گزارش داد که دو نظرسنجی از جمعیتی بزرگ نشان داد که «اکثر مردان همجنسگرا سالانه تعداد مشابهی از شرکای جنسی محافظت نشده مانند مردان و زنان دگرجنسگرا دارند.»
سندرم نقص ایمنی اکتسابی (AIDS) نوعی بیماری در سیستم ایمنی بدن انسان است که توسط ویروس نقص ایمنی انسانی (HIV) ایجاد می‌شود. در سراسر جهان، تخمین زده می‌شود ٪۵ تا ٪۱۰ از عفونت‌های HIV در نتیجه رابطه جنسی مردان با مردان است. با این حال، در بیشتر کشورهای غربی، آلودگی به ویروس اچ‌آی‌وی بیشتر از طریق سایر راه‌های انتقال، از طریق مردانی که با مردان رابطه جنسی دارند ، منتقل می‌شود. در ایالات متحده، مردان همجنسگرا و دوجنسگرا، ٪۶۹ از ۳۷٬۹۶۸ مورد تشخیص جدید اچ‌آی‌وی در سال ۲۰۱۸ را تشکیل می‌دهند. از ۴٬۱۳۹ فرد مبتلا به اچ‌آی‌وی در انگلیس در سال ۲۰۱۹، ٪۴۱ مردان همجنسگرا یا دوجنس گرا بودند. طبق گزارش بهداشت عمومی انگلیس در سال ۲۰۱۷، این آمار در لندن در حال کاهش بوده‌است.
سفلیس از طریق تماس مستقیم با زخم سفلیس از فردی به فرد دیگر منتقل می‌شود. این انتقال عمدتاً در اندام‌های تناسلی خارجی، واژن یا مقعد اتفاق می‌افتد. در سال ۲۰۱۸، ۶۴٪ موارد گزارش شده در ایالات متحده در میان مردانی بود که با مردان رابطه جنسی داشتند. افزایش شیوع سیفلیس در میان مردان مردآمیز در سایر کشورهای پیشرفته نیز دیده شده‌است. مبتلا شدن به سیفلیس میزان آلودگی به اچ آی وی را افزایش می‌دهد و بالعکس، یک نظرسنجی در ایالات متحده نشان داد که نیمی از مردان مردآمیز مبتلا به سفلیس، مبتلا به اچ آی وی نیز هستند. برخی از مطالعات با استفاده از نمونه‌های ساده به این نتیجه رسیده‌اند که چنین افزایشی را می‌توان به افزایش میزان رابطه جنسی بدون کاندوم در میان مردان مردآمیز نسبت داد، اگرچه حداقل یک مطالعه با استفاده از یک نمونه ملی نشان داده‌است که میزان استفاده از کاندوم در بین مردان مردآمیز افزایش یافته‌است، کاهش نیافته‌است، اما در دهه گذشته، و در آخرین برخورد جنسی مردان مردآمیز فعال، افت فراوانی در رابطه جنسی مقعدی مشاهده شده‌است.
طبق یک بررسی در ایالات متحده، اچ آی وی، سیفلیس و زگیل تناسلی هر سه به‌طور قابل توجهی در مردانی که اخیراً با مردان رابطه جنسی داشته‌اند (MSM) شیوع بیشتری نسبت به مردان دگرجنسگرا(MSW) داشته‌است. از طرف دیگر، شیوع تبخال دستگاه تناسلی در بین مردان مردآمیز کمتر از مردان دگرجنسگرا بوده‌است. از لحاظ شیوع عفونت کلامیدیا، ویروس پاپیلومای انسانی، سوزاک و شپش تفاوت معنی داری در بین دو گروه مشاهده نشده‌است.